# لوئیس رائول کاردوسو
لوئیس رائول کاردوسو (انگلیسی: Luis Raúl Cardoso; ۱۸ ژوئیهٔ ۱۹۳۰ – ۲۸ مارس ۲۰۱۷) بازیکن فوتبال اهل آرژانتین بود.
از باشگاه‌هایی که در آن بازی کرده‌است می‌توان به باشگاه فوتبال اتلتیکو تیگره و باشگاه فوتبال بوکا جونیورز اشاره کرد.
وی همچنین در تیم ملی فوتبال آرژانتین بازی کرده‌است.